# Preußenstadion
Das LVM-Preußenstadion (vormals offiziell als Städtisches Stadion an der Hammer Straße oder nur als Preußenstadion bezeichnet) ist ein Fußballstadion in der nordrhein-westfälischen Stadt Münster in Westfalen. Das 1926 eröffnete Stadion ist die Heimspielstätte des Fußballvereins Preußen Münster, dem es auch seinen heutigen Namen verdankt.
Seit Ende Februar 2025 heißt das Stadion offiziell LVM-Preußenstadion, aufgrund eines Vermarktungsvertrages mit der LVM Versicherung. Dieser Vertrag gilt bis zum Ende der Saison 2033/34.

## Geschichte
Das Stadion wurde am 12. Juni 1926 durch ein Fußballturnier zwischen Preußen Münster, SC Victoria Hamburg, dem Duisburger Spielverein und dem Düsseldorfer Sport-Club 1899 eingeweiht. Zum Zeitpunkt der Fertigstellung galt das Preußenstadion als eines der modernsten Fußballstadien Deutschlands und fasste zunächst 1300 Sitz- und 12.000 Stehplätze. Es war auch das erste Fußballstadion in Deutschland mit einem eigenen Bahnhof (Münster-Preußenstadion) an der Bahnstrecke Preußen–Münster, der inzwischen aber stillgelegt wurde. Das Fassungsvermögen des Preußenstadions wuchs zwischenzeitlich auf ca. 40.000 Zuschauern an. Aus Sicherheitsgründen wurde die Zuschauerkapazität mit der Zeit immer mehr gesenkt (bis 1989: 28.000, bis 1991: 21.700 und bis 2014: 15.000), sodass sie zuletzt bei 14.300 lag, darunter 2973 überdachte Sitzplätze. Die Stehplätze teilten sich auf 4500 überdachte und 7500 unüberdachte auf. Die zulässige Gesamtzahl an Plätzen resultierte jedoch nicht aus baulichen Bedingungen, sondern aus Lärmschutzgründen. Deshalb war bei Spielen, bei denen mit besonderem Zuschauerinteresse zu rechnen ist, auch eine Ausnahmegenehmigung möglich, sodass dann bis zu 18.500 Besucher eingelassen werden können. Mittlerweile liegt die zulässige Zuschauerzahl während der Umbaumaßnahmen nach Abriss der Westtribüne nur noch bei 12.794; bei Risikospielen nur bei 11.744.

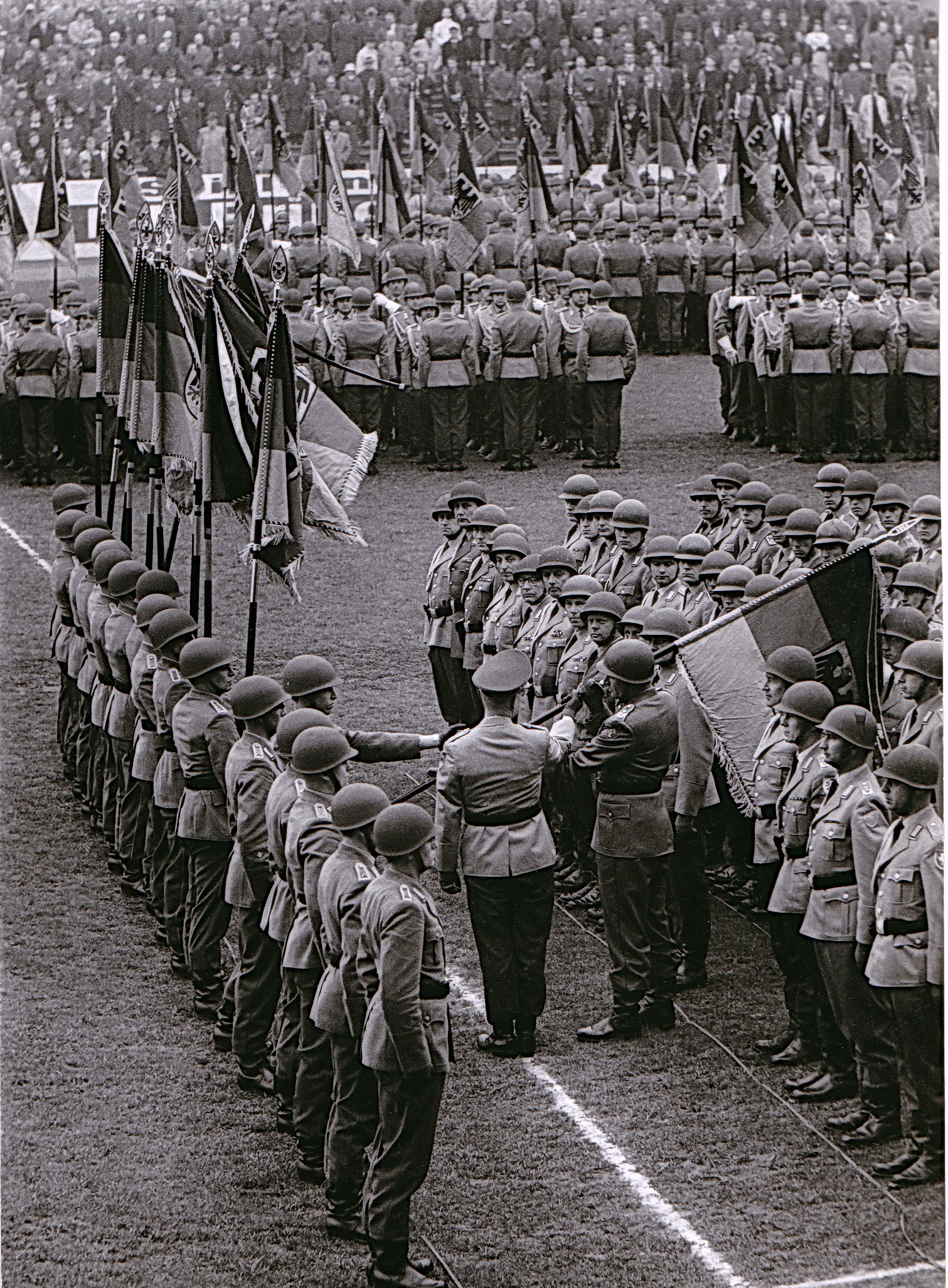
Ulrich de Maizière bei der Übergabe der Truppenfahnen an das Heer am 24. April 1965 im Preußenstadion

Am 1. November 1925 wurde vom jetzigen Standort des Preußenstadions die Begegnung Preußen Münster gegen Arminia Bielefeld als erste Liveübertragung eines Fußballspiels im deutschen Rundfunk gesendet. Der Kommentator bei diesem Spiel war Bernhard Ernst. Im Zweiten Weltkrieg wurde das Stadion schwer beschädigt und die Haupttribüne 1948 wieder aufgebaut. Der bis heute gültige Zuschauerrekord wurde am 3. Juni 1951 in einem Spiel der Gruppe 2 der Deutschen Fußballmeisterschaft 1950/51 gegen den 1. FC Nürnberg (6:4) mit 40.000 Besuchern aufgestellt.
Im Preußenstadion fanden in der ersten Bundesliga-Saison 1963/64 die Heimspiele der Preußen statt. Das Preußenstadion war am ersten Spieltag der Saison im Spiel gegen den Hamburger SV das einzige und somit erste ausverkaufte Bundesligastadion.
Neben sportlichen Veranstaltungen wird die Anlage auch für andere Zwecke genutzt. So wurden am 24. April 1965 von Generalleutnant Ulrich de Maizière als Inspekteur des Heeres die Truppenfahnen an 17 ausgewählte Bataillone übergeben. Im Sommer 1981 und 1985 wurde das Internationale Jazzfestival zweimal im Preußenstadion veranstaltet, dem 1981 rund 5500 Zuschauer beiwohnten.
Obwohl der SC Preußen Münster auch eine Leichtathletikabteilung hat und in den 1960er Jahren im Preußenstadion auch Leichtathletik-Sportfeste stattfanden, wurde die Aschenbahn nicht durch eine Kunststoffbahn ersetzt.
In den 1990ern gab es erst Pläne für einen Neubau des Stadions. Das Projekt Preußen-Park scheiterte jedoch, nachdem eine Klage vor den Verwaltungsgerichten zu einer Aufhebung des Bebauungsplans führte.

## Sanierung (2008–2012)
Am 14. Mai 2008 wurden die vorläufigen Umbaupläne zur Sanierung der alten Haupttribüne von 1948 der Öffentlichkeit vorgelegt. Zunächst plante der Club, die neue Tribüne mit der Baugesellschaft Walter Hellmich zu realisieren. Diese Pläne wurden aber nicht in die Tat umgesetzt, da das Duisburger Unternehmen plötzlich mehr als die zur Verfügung stehenden 5,15 Mio. € verlangte. Daraufhin wurde die Paderborner Bremer AG, die schon die Benteler-Arena errichtet hatte, als neue Baufirma ins Boot geholt. Während des kompletten Neubaus der Tribüne (Abriss am 11. November 2008) wurden zusätzlich auch die Stehplätze der Gegengerade überdacht. Zum Spiel gegen Bayer Leverkusen II, am 14. November 2008, wurde die Überdachung der Gegengerade abgeschlossen. Am 17. Januar 2009 brachen Teile der Dachkonstruktion des Rohbaus der neuen Haupttribüne zusammen, zwei Bauarbeiter wurden dabei verletzt. Nach zweitägiger Unterbrechung wurden die Arbeiten wieder aufgenommen und das Bauvorhaben termingerecht fertiggestellt.
Die neue Haupttribüne hat eine Kapazität von 2885 Sitzplätzen und bietet zudem verschiedene Funktionsräume, Presseräume und zunächst zehn V.I.P.-Logen. Die Umbaukosten von 4,8 Mio. € trug die Stadt Münster. Die Tribüne wurde am 16. Mai 2009 übergeben und am 21. August des Jahres vor dem Meisterschaftsspiel gegen den FC Schalke 04 II offiziell eingeweiht. Im weiteren Verlauf der Sanierungsarbeiten wurde im Sommer 2010 zum ersten Mal eine elektronische Anzeigetafel im Preußenstadion installiert. Die Tafel, die zuvor in einem Werk von ThyssenKrupp zum Einsatz kam, ging am 15. August 2010 zum DFB-Pokal-Spiel der 1. Hauptrunde gegen den VfL Wolfsburg (1:2) in Betrieb.
Zum 31. Spieltag der Regionalliga-Saison 2010/11 kamen 18.500 Zuschauern gegen die zweite Mannschaft von Borussia Mönchengladbach. Dies war nicht nur ein neuer Zuschauerrekord für die 4. Liga, sondern auch die Partie, in der Preußen Münster den Aufstieg in die 3. Liga durch einen 3:0-Erfolg sicherstellte. Zu Beginn der Saison 2011/12 erfolgte eine Modernisierung der Flutlichtanlage, wie sie seitens des DFB für Fernsehübertragungen gefordert wird. Die Einweihung der neuen Flutlichtanlage fand am 17. August 2011 anlässlich des Heimspiels gegen den SV Babelsberg 03 (1:1) statt. Die künstliche Beleuchtung auf sechs Masten, vier davon sind knickbar, leistet 800 Lux Beleuchtungsstärke. In der Sommerpause vor Beginn der Saison 2012/13 wurde der mehr als 60 Jahre alte Rasen, auf dem die Preußen 1963 auch ihr erstes Bundesliga-Heimspiel bestritten, ersetzt und ein neuer Rollrasen verlegt. Im Zuge dessen wurde eine Rasenheizung verlegt. Die Eröffnung des neuen Spielfeldes erfolgte am 28. Juli 2012 im ersten Heimspiel der neuen Saison 2012/13 gegen den Chemnitzer FC. Außerdem erfolgten kleinere Sanierungsarbeiten, welche mit ehrenamtlicher Hilfe von Fans und Sponsoren erfolgten.

## Umbau des Stadions (seit 2022)

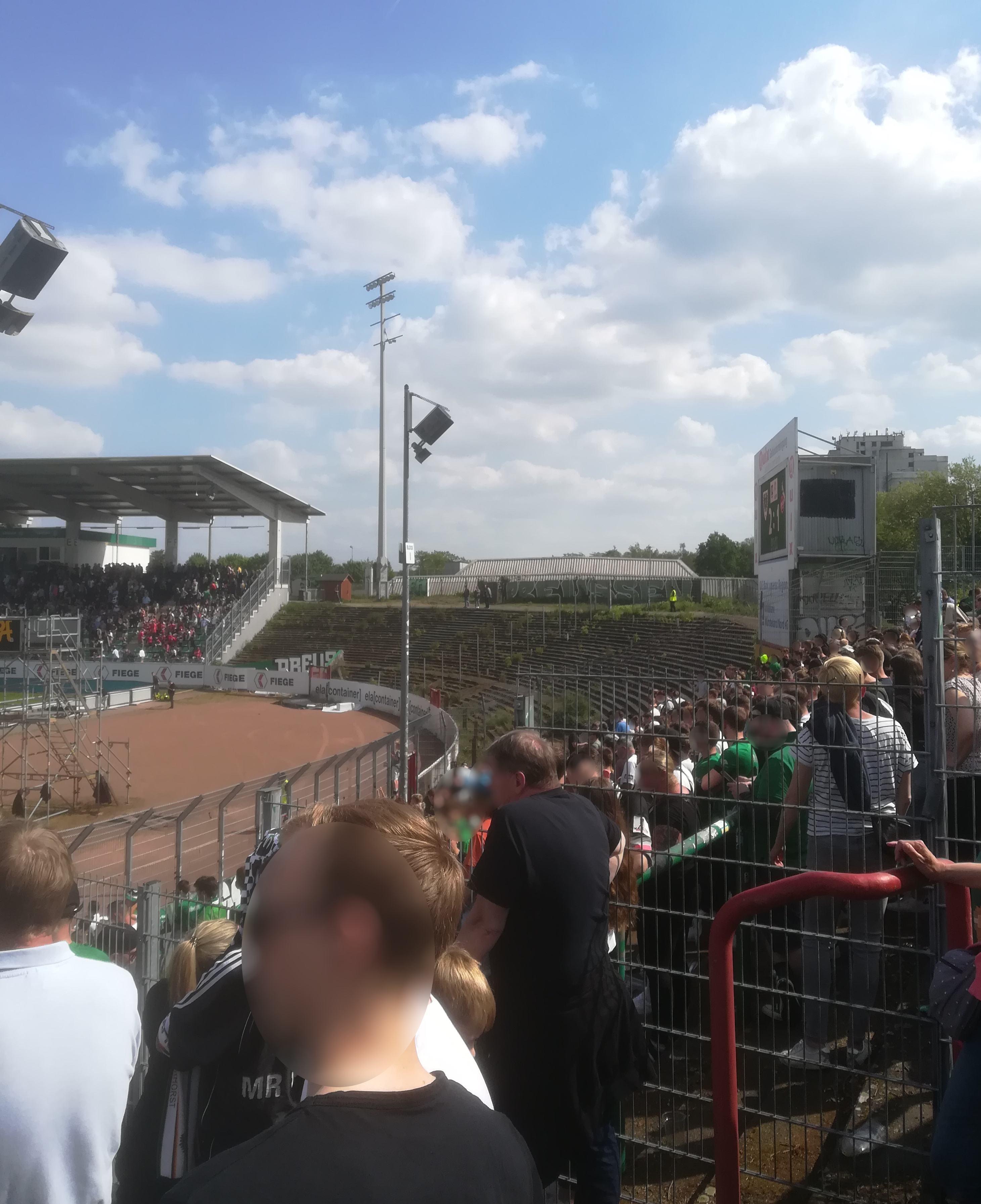
Westtribüne, letztes Ligaspiel vor dem Abriss (14. Mai 2022)

Am 23. Juni 2021 beschloss der Rat der Stadt Münster den Abriss der Westtribüne. Nach dem Ende der Saison 2021/22 wurde der Abbruch im Juni 2022 durch einen Spatenstich offiziell begonnen. Das Projekt sieht den Neubau von drei Tribünen sowie eine daran angepasste Veränderung der Südtribüne vor. Der Gästeblock, der sich bislang auf der Westtribüne befand, wird bis zur Fertigstellung einer neuen Tribüne provisorisch auf der westlichen Seite der Gegengerade untergebracht. Diese Arbeiten wurden als erster Schritt zur Stadionsanierung verstanden und kosten etwa 2,5 Mio. Euro. Das Fassungsvermögen des Stadions sinkt dadurch vorübergehend auf 12.794 Zuschauer.
Die Stadt hatte ursprünglich ein Budget von 40 Millionen für den Ausbau eingeplant, was diese später auf 60 Millionen Euro und im April 2024 auf 88 Millionen Euro erhöhte. Das neue Preußenstadion soll Platz für 19.165 Zuschauer bieten. Der vollständige Aus- beziehungsweise Umbau des Stadions soll bis zur Saison 2027/28 abgeschlossen sein. Umgesetzt wird das Projekt durch die Hellmich Unternehmensgruppe, die bereits verschiedene andere Stadien gebaut und modernisiert hat.
Am 5. Februar 2025 begann der Bau der Fundamente für die neuen Westtribüne. Nachdem vorab verschiedene Vorarbeiten für die Großbaustelle und im direkten Stadionumfeld fertig gestellt wurden, konnte mit dem ersten Teilabschnitt begonnen werden.
Am 25. März 2025 erteilte die Stadt Münster die nächste Teilbaugenehmigung für die Westtribüne und das sogenannte Baufeld West. Bereits drei Tage später wurden die ersten Zahnbalken errichtet, die die Grundlage der neuen Tribüne bilden. Im August 2025 soll die Tribüne erstmals für Fans nutzbar sein. Die Fertigstellung ist bis Ende des Jahres vorgesehen.
Mit Beginn des Umbaus konnte sich die LVM aus Münster die Namensrechte sichern. Seit 2025 heißt das Stadion offiziell LVM-Preußenstadion.

## ÖPNV
Das Stadion wird von den Buslinien 1, 5, 9 und N81 bedient, welche alle den Hauptbahnhof mit Hiltrup verbinden.
Geplant ist, im Rahmen der zukünftigen S-Bahn Münsterland einen Bahnhof Münster-Preußenstadion zu errichten, an welchem die Züge der geplanten Linien S1 (Münster-Dortmund), S2 (Münster-Dülmen), S3 (Münster-Coesfeld), S5 (Münster-Rheine) und S9 (Münster-Hamm) halten sollen.